# Jablonski-diagram

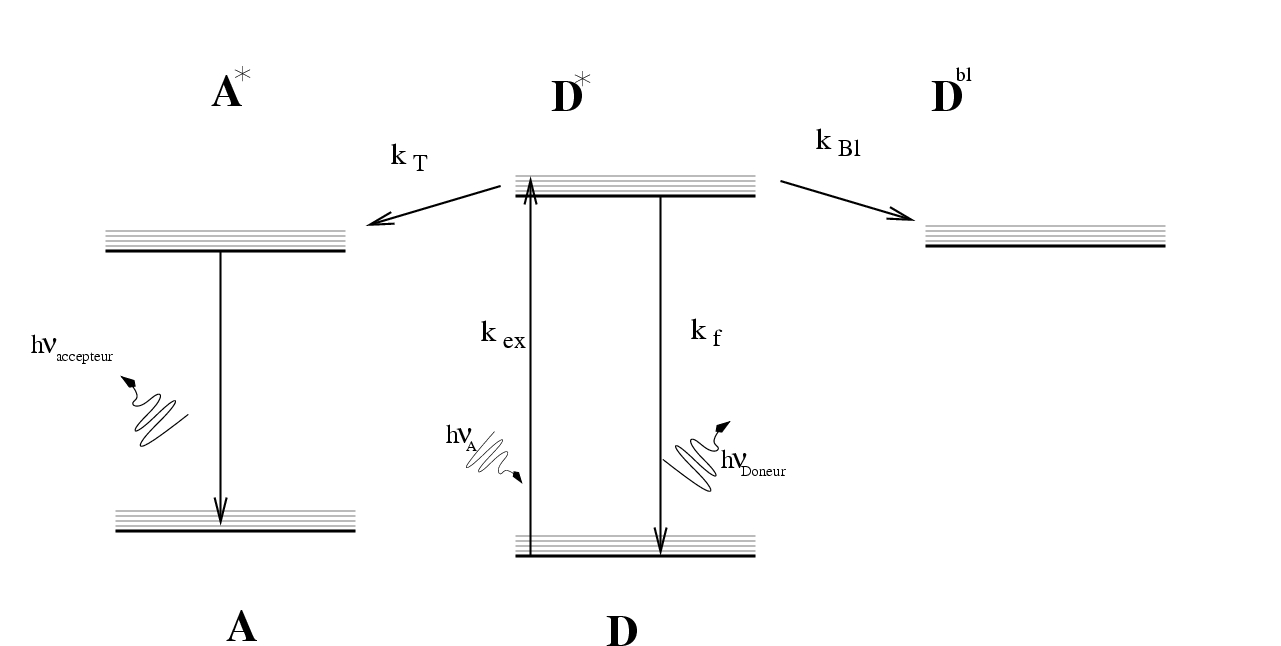
Jablonski-diagram voor energieoverdracht tussen twee moleculen (donor en acceptor) door fluorescentie. Het gaat hier om Förster resonance energy transfer (FRET).

Het Jablonski-diagram is een diagram dat de energieniveaus van de elektronen van een molecuul verticaal weergeeft. Het wordt toegepast om bijvoorbeeld de werking van een laser te verklaren of fluorescentie en fosforescentie. Het diagram is vernoemd naar de Poolse natuurkundige Aleksander Jabłoński. 

## Betekenis
Dit diagram geeft de overgang aan van elektronen tussen lagere en hogere energieniveaus. De overgang van een elektron naar een hoger niveau (aangeslagen toestand, aangegeven met een *) geschiedt door excitatie. De overgang naar een lager niveau kan met verschillende processen, zoals emissie of interne conversie. Lange rechte pijlen geven excitatie of emissie door fotonen aan. De ribbelige pijlen geven veranderingen weer die niet te maken hebben met fotonen, zoals fononen of omzetting naar warmte.